# نولاناوية
نولاناوية (الاسم العلمي: Nolaneae) هي قبيلة نباتية تتبع فصيلة الباذنجانية من رتبة الباذنجانيات.

## أجناس
- نولان